# アモーレパシフィック
アモーレパシフィックは、大韓民国の化粧品メーカー。

## 概要
70年以上の歴史を持ち、韓国国内第1位の化粧品メーカーである。世界ランキングは第8位（2020年時点）、アジアでは日本の資生堂に次いで第2位である。韓国内の商標権最多登録者（2025年時点で1万6514件）でもある。
韓方ブランドの「雪花秀」（ソルファス）や若年層スキンケア＆メイクアップブランド「ラネージュ」など本国韓国では20以上の化粧品メガブランドを持ち、健康食品や、トイレタリーも取り扱う。
日本では百貨店で展開している高級スキンケアブランド「AMOREPACIFIC」が有名で、他グループブランドはフランス、アメリカ、中国、台湾、シンガポールをはじめとする海外にも進出している。
1988年から1995年まで韓国プロ野球に「太平洋ドルフィンズ」として経営に参加していたが、後に経営権を現代グループに売却し「現代ユニコーンズ」となった。

## 沿革
- 1932年 - 創業者の母が化粧品ビジネス開始。
- 1943年 - 百貨店に化粧品コーナーを開設する。
- 1945年9月 - 太平洋化学工業社　設立。
- 1954年8月 - 国内化粧品業界で初めて研究室開設。
- 1959年3月1日 - 太平洋化学工業株式会社へ社名変更。
- 1962年11月 - 韓国国内最大の自動化施設を持った工場を建設。
- 1971年4月 - 韓国初のメークアップキャンペーン実施。
- 1973年 - 太平洋化学工業株式会社　KOSPI（韓国総合株価指数）上場。
- 1987年6月2日 - 太平洋化学株式会社に社名変更。
- 1993年3月5日 - 株式会社太平洋に社名変更。
- 2001年9月 - 緑茶博物館“O'Sulloc”開館。
- 2002年3月 - 英文社名をAMOREPACIFICに変更。
- 2003年7月 - ニューヨーク・ソーホーにBEAUTY GALLERY AND SPAをオープン
- 2005年2月 - 日本に現地法人アモーレパシフィックジャパン株式会社設立。
- 2005年4月 - （株）太平洋と（株）アモーレパシフィックを分社。
- 2006年 - 初めて日本の百貨店に展開。アモーレパシフィック阪急百貨店うめだ本店・伊勢丹新宿本店オープン。
- 2007年 - 国連グローバルコンパクトへ加入
- 2011年 - フランス香水ブランド　アニックグタールを買収

## 歴史

### アモーレパシフィックの設立
創業者が1945年に株式会社として現在のAMOREPACIFIC社を韓国ソウルに創設。創業当初の「太平洋化学工業社」から1959年太平洋化学工業株式会社へ、1987年には太平洋化学（株）に社名を変更。
1990年以降、海外拠点を増やし本格的な国際進出を始動。創業者がつくりあげた化粧品会社を世界企業へと成長させるべく2002年3月英文社名AMOREPACIFICに改めた。

### アジア通貨危機と世界金融危機
1993年以降は経営方針を変更。
アジア通貨危機直前には、成長期に一斉展開した他事業から手を引き、本業の化粧品に徹することで、株価はおよそ30倍にアップ。サブプライムローン問題に端を発した2007年からの世界金融危機以降も厳しい経済状況の中、2008年の純利益1,702億ウォンから2009年51,000億ウォンと収益が急増する結果となった。
アモーレパシフィックは急変する経済環境の中でも迅速かつ効率よく対応することで企業の存続を保ってきた。

## 扱っている主なブランド
自社ブランド
- AMOREPACIFIC （アモーレパシフィック）- 高麗人参や自社栽培の緑茶、バンブーサップなどアジア由来の植物を用いた高級スキンケアブランド。
- LANEIGE （ラネージュ） - 1994年に20-30代向けとして開発されたトータルケアブランド。
- Mamonde （マモンド） - 1991年に発売されたブランド。アモーレパシフィックのロングセラートータルケアブランド。
- IOPE （アイオペ） - 1996年に植物抽出物に科学的技術を加えた高機能化粧品としてデビュー。メイクアップ製品も展開。
- 韓律（ハニュル） - 韓方植物を原料にしたスキンケアブランドで、「雪花秀（ソルファス）」の妹ブランド。
- innisfree （イニスフリー） - ハーブを原料にしたナチュラルトータルケアブランド。主力ブランドだがETUDE HOUSE （エチュードハウス）-と共に消費者を欺く誇大広告で販売停止などの複数回懲戒を受けた。2017年に医薬品と誤認することができる広告を制作して広告業務停止処分を受けた[3]。
- HERA （ヘラ）…1995年に発売された植物成分由来のブランド。メンズスキンケアあり。
- 雪花秀 （ソルファス） - 韓方化粧品ブランド。男性用もいくつか展開している。
- LIRIKOS （リリーコス） - 海洋成分を原料にしたブランド。イメージモデルはAra。
- Verite （ベリテ）- スキンケア・メイクアップ・ボディ＆パフューム・メンズスキンケアを展開。
- PRIMERA （プリメラ） - スキンケアからヘアケアまで40種以上のアイテムを展開。2017年に医薬品と誤認することができる広告を制作して広告業務停止処分をinnisfree （イニスフリー） と共に受けた[3]。
- ETUDE HOUSE （エチュードハウス）- 1985年にデビュー後、2011年日本デビュー。20歳以下向け[4]。主力ブランドだが消費者を欺く誇大広告で販売停止などの複数回懲戒をinnisfree （イニスフリー） と受けた[3]。
- 呂 - 2008年にデビューした韓方ヘアケアブランド。
- ARITAUM （アリタウム） - 30歳以上の客を対象としている[4]。韓国国内で1300店舗を展開。日本では一部商品を販売。

## 有害物質混入事件
- 2015年9月には、アモーレパシフィックはアイシャドウ製品であるHERA （ヘラ）の「リッチアイズロンレスィウォーターフールーマスカラ（ラッシュブラック）」で精巣萎縮、精子の数の減少誘発など生殖毒性と肝毒性に起因する発がん性毒性物質である「フタレート」（DEHP）が基準値よりも3倍以上検出されたことで電撃回収命令を受けた[3][5]。
- 2016年9月に歯磨き粉13種に加湿器殺菌剤の化学物質であるCMIT・MIT（メチルクロロイソチアゾリノン・メチルイソチアゾリノン）成分検出されたため、大規模なリコールを行った。有害化学物質含有が発覚した後、11種類の練り歯磨き製品を回収している[5][6]。
- 加湿器殺菌剤歯磨き粉事態が間もない時点で他の製品の別の有害物質が検出された。ARITAUM （アリタウム） ネイル製品である「モディファイクイックドライヤー」梱包材から内分泌系撹乱物質であるフタル酸エステル類が基準値の56倍検出される。[5][6]。
- 2018年3月20日にブランドのアリタウムとエチュードハウスなどのアモーレパシフィックの製品製造を生産委託してきた華城化粧品（Hwasung Cosmetic）が製造するコンシーラーやアイブロウなどの顔と目の周りに使う13品目に発癌性物質で人体に対して非常に強い毒性がある劇物の重金属アンチモンが許容基準（10㎍/ g）を超過して検出され、「アリタウム」4種と「エチュードハウス」2種を自主回収する事態になったことについて謝罪した。同月20日に韓国食品医薬品安全処は、アモーレパシフィックなど国内の化粧品メーカー８社の13製品から、基準値を上回る量が検出されたと発表した。アモーレパシフィック化粧品にアンチモンの許容基準違反を理由に販売中止と回収措置を下した。アンチモンが皮膚に摂取されると主に皮膚炎とめまいが症状として現れる。また、首の痛み、頭痛、胸の痛み、呼吸困難、嘔吐、下痢、体重減少、嗅覚障害、心臓、肺の問題、胃障害などの症状が伴われる。深刻な場合、死亡に至る。過去に韓国で不法廃棄されたアンチモンのせいで12人ががんになり、8人が亡くなっている[7][8][9][10][11]。アモーレパシフィックはARITAUM （アリタウム） ブランドのアリタウムフルカバースティックコンシーラー1号ライトベージュ、アリタウムフルカバースティックコンシーラー2号ナチュラルベージュ、アリタウムフルカバークリームコンシーラー1号、アリタウムフルカバークリームコンシーラー2号、ブランドのETUDE HOUSE （エチュードハウス）ではエチュードハウスACクリーンアップマイルドコンシーラーとエチュードハウス子供ブラウザデュオ3号グレーブラウンを回収対象製品と発表した[12][13]。以前にも同じ劇物含有事件があり、消費者の信頼の低下が避けられない見通しだと報道された[5][14]。払い戻し可能期間が2018年4月2日までと2週間もなく、会社側が消極的に告知もしないために返金期間を知らなかった消費者から不満が出ている[15]。

## 日本におけるアモーレパシフィック
社名：アモーレパシフィックジャパン株式会社

所在地：東京都渋谷区広尾1-13-7 恵比寿イーストビル2階 
日本法人は2005年に設立。高級ラインのAMOREPACIFICを百貨店に展開し、2006年7月AMOREPACIFIC阪急百貨店うめだ本店、8月に新宿伊勢丹本店に開店した。2013年時点では日本橋三越・横浜髙島屋・大阪髙島屋・銀座三越店で取り扱われていた。
2011年ルミネエスト新宿店にエチュードハウスをオープン。2012年アイオペ・ラネージュ・アリタウム・マモンド・呂が日本進出。2013年イニスフリー進出。
2014年、高級ライン"AMOREPACIFIC"の日本市場からの撤退を発表した。同ラインの百貨店店舗も閉鎖となる が、アイオペ、エチュードハウスなどのブランドについては日本市場での販売を継続する。

## テレビ番組
- 日経スペシャル ガイアの夜明け “韓流”ビジネス　日本上陸～ヨン様を超えろ！韓国企業の挑戦～（2006年8月8日、テレビ東京）[18] - 日本進出を取材。